# Botsuana en los Juegos Olímpicos de Seúl 1988
Botsuana estuvo representada en los Juegos Olímpicos de Seúl 1988 por un total de 8 deportistas masculinos que compitieron en 2 deportes.
El portador de la bandera en la ceremonia de apertura fue el boxeador Shakes Kubuitsile. El equipo olímpico botsuano no obtuvo ninguna medalla en estos Juegos.